# Iaser Țurcan
Iaser Țurcan (7 gennaio 1998) è un calciatore moldavo, centrocampista del Ballard.

## Carriera

### Club
Ha giocato nella prima divisione moldava.

### Nazionale
Nel 2019, dopo aver precedentemente giocato nelle nazionali giovanili moldave Under-17, Under-19 ed Under-21, ha esordito nella nazionale maggiore moldava, con la quale nell'arco di tre anni ha giocato complessivamente 7 partite.

## Statistiche

### Cronologia presenze e reti in nazionale
| Cronologia completa delle presenze e delle reti in nazionale ― Moldavia | Cronologia completa delle presenze e delle reti in nazionale ― Moldavia | Cronologia completa delle presenze e delle reti in nazionale ― Moldavia | Cronologia completa delle presenze e delle reti in nazionale ― Moldavia | Cronologia completa delle presenze e delle reti in nazionale ― Moldavia | Cronologia completa delle presenze e delle reti in nazionale ― Moldavia | Cronologia completa delle presenze e delle reti in nazionale ― Moldavia | Cronologia completa delle presenze e delle reti in nazionale ― Moldavia |
| Data                                                                    | Città                                                                   | In casa                                                                 | Risultato                                                               | Ospiti                                                                  | Competizione                                                            | Reti                                                                    | Note                                                                    |
| ----------------------------------------------------------------------- | ----------------------------------------------------------------------- | ----------------------------------------------------------------------- | ----------------------------------------------------------------------- | ----------------------------------------------------------------------- | ----------------------------------------------------------------------- | ----------------------------------------------------------------------- | ----------------------------------------------------------------------- |
| 21-2-2019                                                               | Adalia                                                                  | Kazakistan                                                              | 1 – 0                                                                   | Moldavia                                                                | Amichevole                                                              | -                                                                       | 88’                                                                     |
| 25-3-2019                                                               | Eskişehir                                                               | Turchia                                                                 | 4 – 0                                                                   | Moldavia                                                                | Qual. Euro 2020                                                         | -                                                                       | 46’                                                                     |
| 7-9-2019                                                                | Reykjavík                                                               | Islanda                                                                 | 3 – 0                                                                   | Moldavia                                                                | Qual. Euro 2020                                                         | -                                                                       | 67’                                                                     |
| 10-9-2019                                                               | Chișinău                                                                | Moldavia                                                                | 0 – 4                                                                   | Turchia                                                                 | Qual. Euro 2020                                                         | -                                                                       |                                                                         |
| 15-11-2020                                                              | Chișinău                                                                | Moldavia                                                                | 0 – 2                                                                   | Grecia                                                                  | UEFA Nations League 2020-2021 - 1º turno                                | -                                                                       | 62’                                                                     |
| 18-11-2020                                                              | Pristina                                                                | Kosovo                                                                  | 1 – 0                                                                   | Moldavia                                                                | UEFA Nations League 2020-2021 - 1º turno                                | -                                                                       |                                                                         |
| 18-1-2022                                                               | Kadriye                                                                 | Moldavia                                                                | 2 – 3                                                                   | Uganda                                                                  | Amichevole                                                              | -                                                                       | 70’                                                                     |
| Totale                                                                  |                                                                         | Presenze                                                                | 7                                                                       |                                                                         | Reti                                                                    | 0                                                                       |                                                                         |

## Palmarès

### Club

#### Competizioni nazionali
- Coppa di Moldavia: 1

Petrocub Hîncești: 2019-2020